# Veit Görner

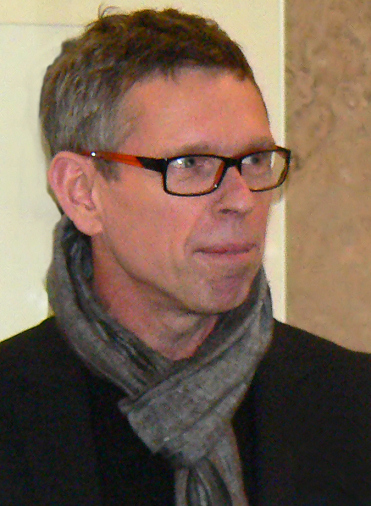
Veit Görner

Veit Görner (* 18. Juni 1953 in München) ist ein deutscher Kunsthistoriker und Kurator. Von 2003 bis 2014 war er Direktor des Kunstvereins Kestnergesellschaft in Hannover.

## Leben
Veit Görner wurde 1953 als zweites von vier Kindern geboren. Nach dem Abitur in Stuttgart 1972 und bis zum Beginn seines Studiums der Sozial- und Erziehungswissenschaften an der Universität Tübingen 1978 arbeitete er als Sozialhelfer bei der Evangelischen Gesellschaft Stuttgart in den Abteilungen Suchtberatung und Obdachlosenhilfe, davon 18 Monate als Zivildienstleistender. 1979 gründete er mit unter anderem Ute Meta Bauer den Kunstverein Archiv e.V., einen Verein zur Förderung „nicht-ausstellbarer und theoretischer Kunst“, der in den Folgejahren zahlreiche Ausstellungen durchführte.
Von 1987 bis 1990 war er nach Ulrich Bernhardt der zweite Leiter des Künstlerhauses Stuttgart. Parallel dazu studierte er Kunstgeschichte an der Universität Stuttgart. Neben dem Ausstellungsprogramm des Hauses haben vor allem die beiden Kongresse Was macht die Moderne danach I & II den aktuellen geisteswissenschaftlichen Diskurs über Kunst der damaligen Zeit reflektiert. 1987 nahmen daran Bazon Brock, Peter Bürger, Franz Wilhelm Kaiser, Rob Krier, Veit Loers, Ulrich Look, Gerhard Merz, Peter Sloterdijk und Franz Erhard Walther als Referenten teil. 1988 dann Jean-Christophe Ammann, Benjamin H.D. Buchloh, Dietmar Kamper, Peter Sloterdijk und Otto Karl Werckmeister. Mit diesen beiden Veranstaltungen und der Ausstellung Lehrstunde der Nachtigall, eine Kooperation mit der Kunstakademie Stuttgart, wurde das Künstlerhaus Stuttgart erstmals international wahrgenommen. Unter seinem Direktorat erschien die Kunstzeitung Schönblick, die vierteljährlich das Programm aller Kunstinstitutionen, Museen, Akademien und Galerien in Stuttgart vorstellte, sowie die Reihe Korrektur in Stuttgart, zu der das Künstlerhaus namhafte Künstler für eine einwöchige Anwesenheit nach Stuttgart einlud, um Kunststudierenden Korrekturen zu geben, oder Rede und Antwort zu ihrer eigenen künstlerischen Karriere zu stehen. Mit dabei waren Werner Büttner, Gerhard Merz, Franz Erhard Walther und Lawrence Weiner.
Mit Rudi Fuchs kuratierte er 1991–1992 die Skulpturenausstellung Platzverführung für die KulturRegion Stuttgart. Die Ausstellung wurde als Kulturbeitrag für die Olympiabewerbung der Stadt Stuttgart initiiert und in 19 Städten und Gemeinden mit internationalen Künstlerinnen und Künstlern durchgeführt. Von 1995 bis 2002 war er Kurator am Kunstmuseum Wolfsburg. Bis 2014 war er Direktor der Kestnergesellschaft in Hannover. 2005 wurde er  im Fach Kunstwissenschaft an der Hochschule für Bildende Künste Braunschweig mit dem Thema Der Betrachter als Akteur – Partizipationsmodelle in der Kunst des frühen 20. Jahrhunderts zum Dr. phil. promoviert.

## Kuratierte Ausstellungen (Auswahl)
- 1984
  - Der Große Skulpturengarten in Bad Cannstatt, Archiv e.V.
  - David schließt Freundschaft mit Jonathan, Archiv e.V.
- 1987–89
  - Henninger/Daudert, Die Form ist weiter – der Inhalt triumphiert, Schicksal und Episode, Malerei und Skulptur, Die Pfahler-Lenk Ausstellung, NEORG, ABR im Licht des Künstlerhauses, Erreger–Muse, Die Mitgliederausstellung, Die erste Spielerei, Die sprechende Wand, Die sieben fetten Jahre
- 1989
  - Collaboration. Vier Ausstellungen in Kooperation mit einem Galeristen, einem Kritiker, einem Sammler, einem Kurator zur Kunst der 70er Jahre, Künstlerhaus Stuttgart
- 1990
  - Lehrstunde der Nachtigall, Kunstakademie Stuttgart
- 1991–1993
  - Platzverführung. Kulturregion Stuttgart, mit Rudi Fuchs
  - 21 Projekte im öffentlichen Raum in 19 Städten
- 1994
  - Plastik 94. Stadt Leonberg
- 1995
  - Peter Hujar, Retrospektive, mit Hripsime Visser, Kunstmuseum Wolfsburg (KMW), Tournee-Kooperation mit Stedelijk Museum, Amsterdam und Fotomuseum Winterthur
  - Italienische Metamorphose 1943 – 1968, illustrierte Rezeptionsgeschichte zur Ausstellung, kuratiert von Germano Celant in Kooperation mit dem Solomon R. Guggenheim Museum, New York
  - Georg Herold, XTOONE, Retrospektive, KMW, Tournee-Kooperation mit der Städtischen Galerie, Villa Merkel, Esslingen
- 1996
  - Max Beckmann, Das druckgraphische Werk, KMW (Kunstmuseum Wolfsburg)
  - Private View, Henry Moore Institute Leeds und Bowes Museum, Barnard Castle, mit Penelope Curtis.
  - Jörg Immendorff, Bild mit Geduld, Retrospektive, KMW
  - Chantal Ackermann, Bordering on Fiktion, KMW, Tournee-Kooperation mit Walker Art Center, Minneapolis, Centre Georges Pompidou, Paris
  - Full House, Junge britische Kunst, mit Andrea Brodbeck, KMW
- 1997
  - Bruce Nauman, Image/Text, mit Christine van Assche, KMW, Tournee-Kooperation mit Centre Georges Pompidou, Paris, Hayward Gallery, London, Taiteen Museo, Helsinki
- 1998
  - Fischli/Weiss, Arbeiten im Dunkeln, KMW, Tournee-Kooperation mit Walker Art Center, Minneapolis
  - Andreas Gursky, Fotografien 1984-1989, Retrospektive, KMW, Tournee-Kooperation mit Fotomuseum Winterthur, Serpentine Gallery, London, Scottish National Gallery of Modern Art, Edinburgh, Castello di Rivoli, Turin, Centro Cultural de Belém, Lissabon
  - Andy Warhol: A Factory, mit Germano Celant und Gaetano Pesce, KMW, Tournee-Kooperation mit Solomon R. Guggenheim Museum, New York, Kunsthalle Wien, Palais des Beaux Arts, Brüssel, Guggenheim Museum, Bilbao
  - Sigmar Polke/Gerhard Richter, 24. Biennale von São Paulo
- 1999
  - Avantgarderobe, Szenographie der Ausstellung, KMW
  - Labiorinto e Identitades, Brasilianische Fotografie, 1946–1998, mit Rubens Fernandes jr., KMW,
  - German Open, Gegenwartskunst in Deutschland, KMW,
- 2000
  - Jean Tinguely, Szenographie der Ausstellung, KMW, Tournee-Kooperation mit Jean Tinguely Museum, Basel
  - Sharon Lockhart, Theatro Amazonas, KMW, Tournee-Kooperation mit Museum Boijmans Van Beuningen, Rotterdam, Kunsthalle Zürich
- 2001
  - Let’s Entertain, Kunst Macht Spass, mit Philippe Vergne, KMW, Tournee-Kooperation, mit Walker Art Center, Minneapolis, Centre Georges Pompidou, Paris
  - Lawrence Weiner, Bent and Broken Shafts of Light, KMW
  - Doug Aitken, Metallic Sleep, KMW
  - Gary Hill, Retrospektive, KMW, Tournee-Kooperation Centro Cultural de Belém, Lissabon
- 2002
  - Streamline Design, Amerikanisches Design 1930-1950, mit Reyer Kras, KMW, Tournee-Kooperation mit Stedelijk Museum, Amsterdam
  - Ed Ruscha, Retrospektive, mit Kerry Brower, KMW, Tournee-Kooperation mit Hirshhorn Museum and Sculpture Garden, Washington, Museum of Modern Art, Oxford
  - Richard Prince Principal, Retrospektive, KMW, Tournee-Kooperation mit Kunstmuseum Basel
- 2003
  - Anton Corbijn, Everybody Hurts, Kestnergesellschaft, Hannover

## Videos
- Veit Görner ist auf verschiedenen Videos bei YouTube zu sehen.